# Harry Everts

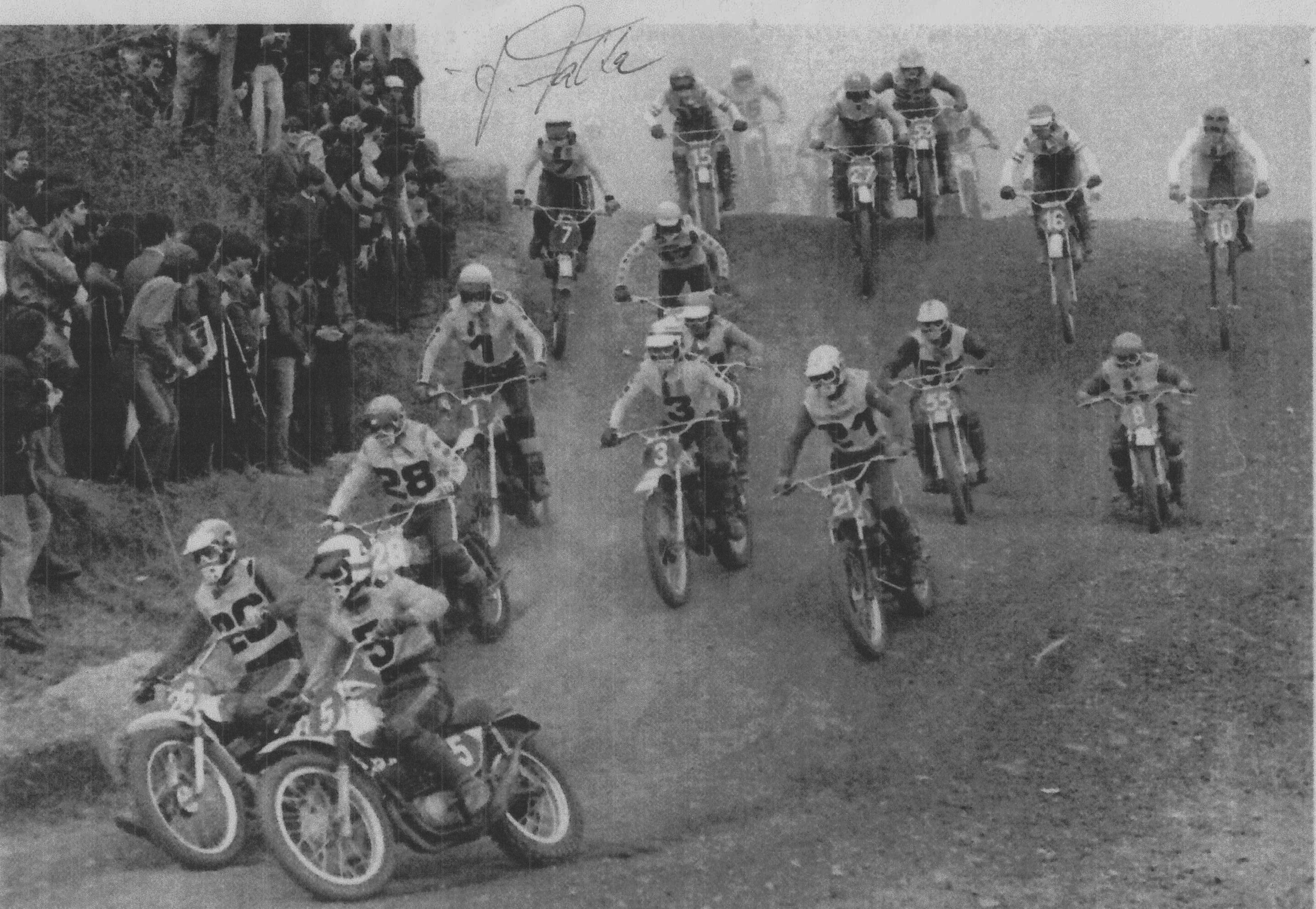
Harry Everts (2. von rechts; mit der Startnummer 8) beim spanischen 250ccm Motocross GP 1973

Harry Everts (* Februar 1952 in Maaseik) ist ein belgischer Motocrossfahrer.

## Karriere
Everts ist mehrmaliger Weltmeister der Motocross-Weltmeisterschaft und gewann seinen ersten WM-Titel in der 250 cm³ Klasse 1975 mit Puch, nachdem er im Jahr zuvor schon Meisterschaftsdritter geworden war. Daraufhin folgten 3 weitere WM-Titel in der 125 cm³ Klasse mit Suzuki. Seine Siegesbilanz umfasst 23 Motocross-Grand Prix. In den Jahren 1976 und 1979 gehörte er zum belgischen Siegerteam des Motocross des Nations.
Nach seiner Sportkarriere gründete er eine Motocross-Schule in Spanien.

## Leben
Als Folge einer Kinderlähmung in seiner Kindheit hatte Harry Everts ein kürzeres Bein. Wegen der schwächeren Kraft in einem Bein wurde sein Motorrad manchmal so eingestellt, dass er mit dem stärkeren Fuß schalten konnte.
Er ist der Vater des 10-fachen Motocross-Weltmeisters  Stefan Everts.